# Joaquín Albaladejo Martínez
Joaquín Albaladejo Martínez (Torrevieja, 11 de septiembre de 1973) es un político español, diputado en el Congreso en la XI y XII legislaturas.
Es licenciado en Derecho en la Universidad de Alicante y trabaja como agente de la propiedad inmobiliaria y administrador de fincas urbanas. Militante del Partido Popular de España, fue secretario general en Torrevieja. En las elecciones municipales españolas de 2007 fue elegido concejal del ayuntamiento de Torrevieja, donde fue segundo teniente de alcalde y concejal de economía y hacienda. Después de las elecciones municipales españolas de 2011 fue nombrado primer teniente de alcalde y diputado de la Diputación de Alicante.
Fue elegido diputado por la provincia de Alicante en las elecciones generales españolas de 2015 y en las de 2016.